# Севернопополокский язык
Севернопополокский язык — язык коренного народа, распространённый в штате Пуэбла в Мексике. Есть 2 диалекта, названия которых соответствуют названиям городов, в которых на них говорят:
- Сан-луис-темалакаюканский диалект (Popoloca de San Luis Temalacayuca, San Luís Temalacayuca Popoloca) распространён в муниципалитете Сан-Луис-Темалакаюка штата Пуэбла. Письмо на латинской основе.
- Сан-маркос-тлалькоялькский диалект (Northern Popoloca, Popoloca de San Marcos Tlalcoyalco, Popoluca del norte, San Marcos Tlalcoyalco Popoloca) распространён в муниципалитетах Сан-Маркос-Тлалькоялько, Сан-Мартин-Эсперилья, Сан-Франсиско-Эсперилья, Сан-Хосе-Буэнависта, Сан-Хуан-Сакаваско штата Пуэбла. Письмо на латинской основе.

## Письменность
Алфавит сан-маркос-тлалькоялькского диалекта из издания 1947 года: a, aⁿ, e, eⁿ, i, iⁿ, o, oⁿ, u, uⁿ, ch, č, g, j, k, m, n, nch, nk, nt, ʔ, p, r, s, š, t, ts, w, x, y, v.
Алфавит сан-маркос-тлалькоялькского диалекта из издания 2005 года: A a, Ch ch, Chr chr, D d, E e, G g, I i, J j, K k, L l, M m, N n, Ñ ñ, O o, P p, R r, Rr rr, S s, T t, Th th, Ts ts, U u, V v, X x, Xr xr, Y y, Z z, Zh zh.
Алфавит сан-луис-темалакаюканского диалекта из издания 2005 года: A a, B b, Ch ch, Chr chr, D d, E e, G g, I i, J j, ', K k, L l, M m, N n, O o, P p, R r, S s, T t, Ts ts, U u, X x, Xr xr, Y y.